# Menhir von Chancerons

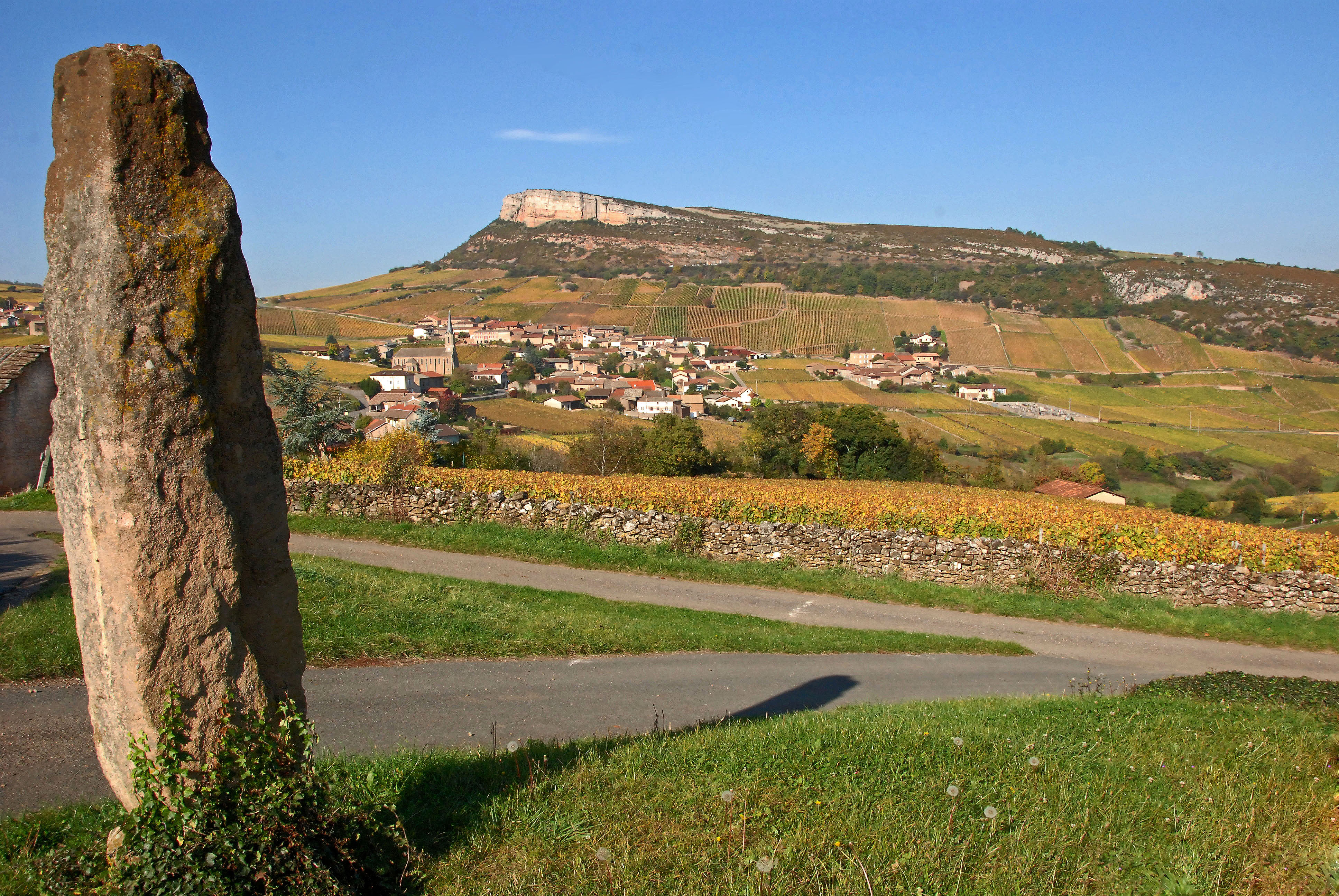
Menhir mit Vergisson im Hintergrund

Der Menhir von Chancerons befindet sich oberhalb des Weilers Les Chancerons, der zum 500 m nördlich gelegenen Dorf Vergisson, westlich von Mâcon im Département Saône-et-Loire in Frankreich gehört. 
Der etwa 2,0 m hohe nadelförmige Menhir steht etwa 30 Meter von einer Steinkiste entfernt, stammt aus der Jungsteinzeit und ist seit 1958 als Monument historique eingestuft. Es gibt zwei weitere Menhire in der Gemeinde, die jedoch liegen. Der südliche Menhir mit einer Höhe von etwa 2,9 Metern und der nördliche Menhire mit einer Länge von etwa 3,9 Metern. Ein vierter Menhir, dessen ursprünglicher Standort unbekannt ist, wurde verlegt und christianisiert.

Menhir von Chancerons
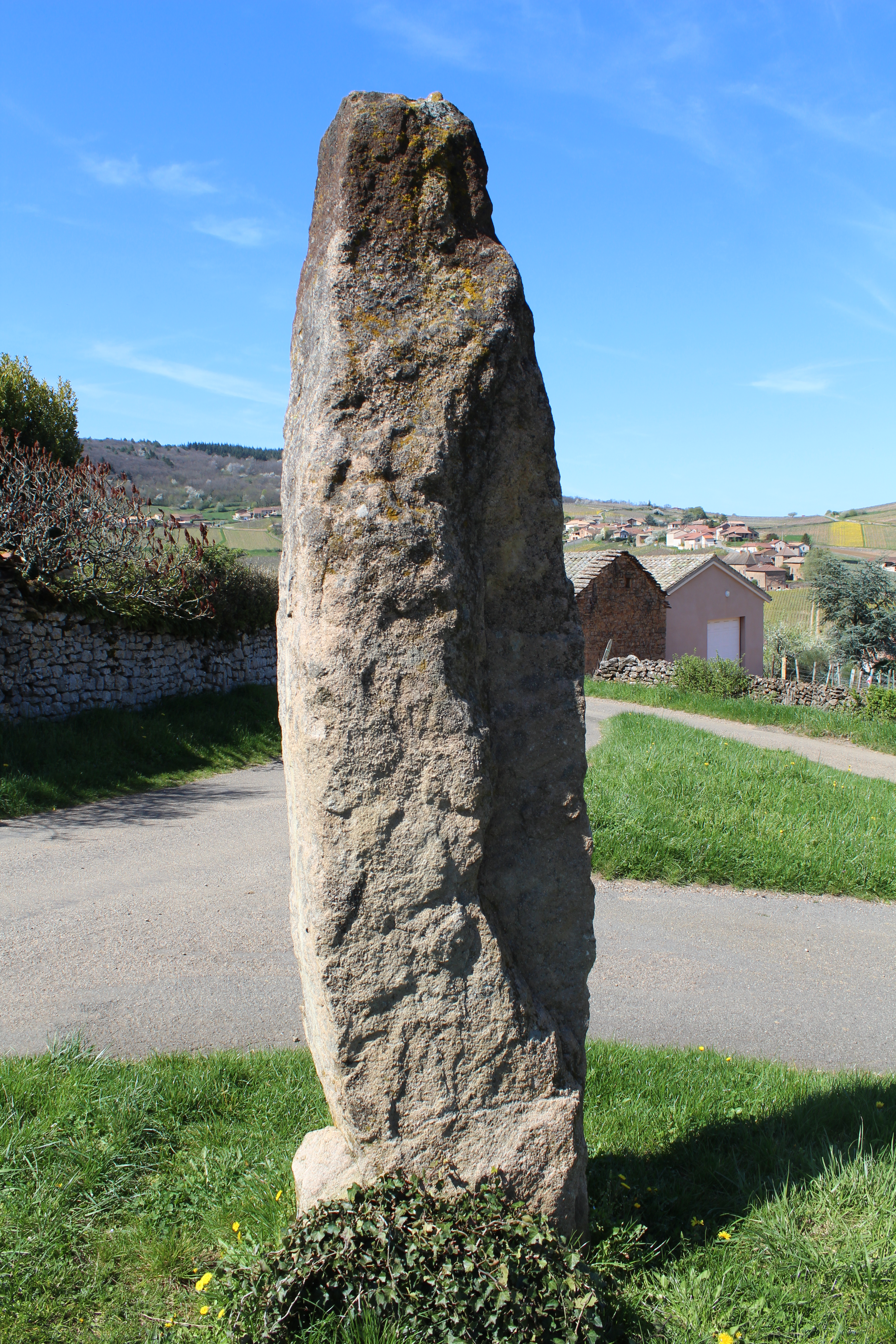
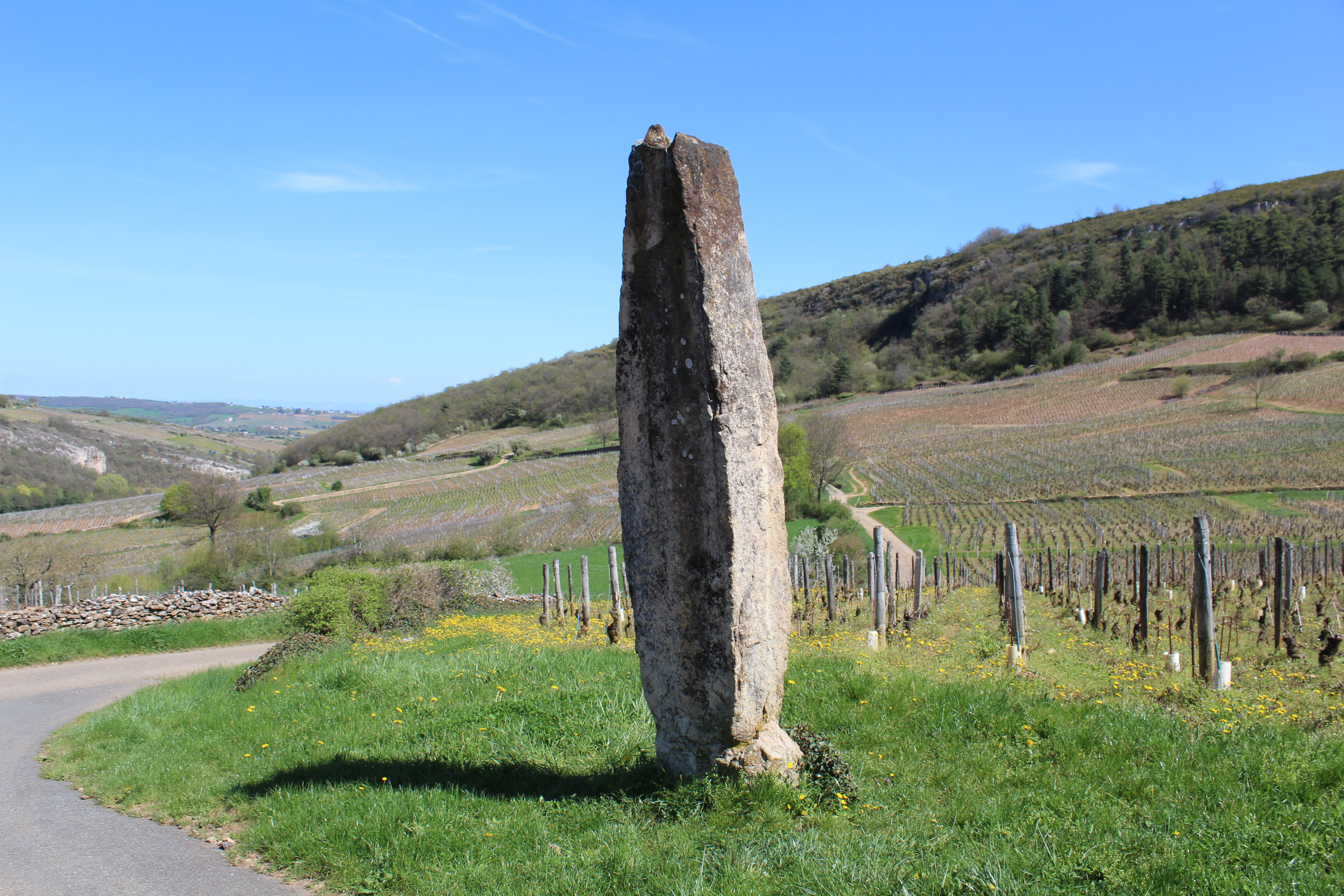
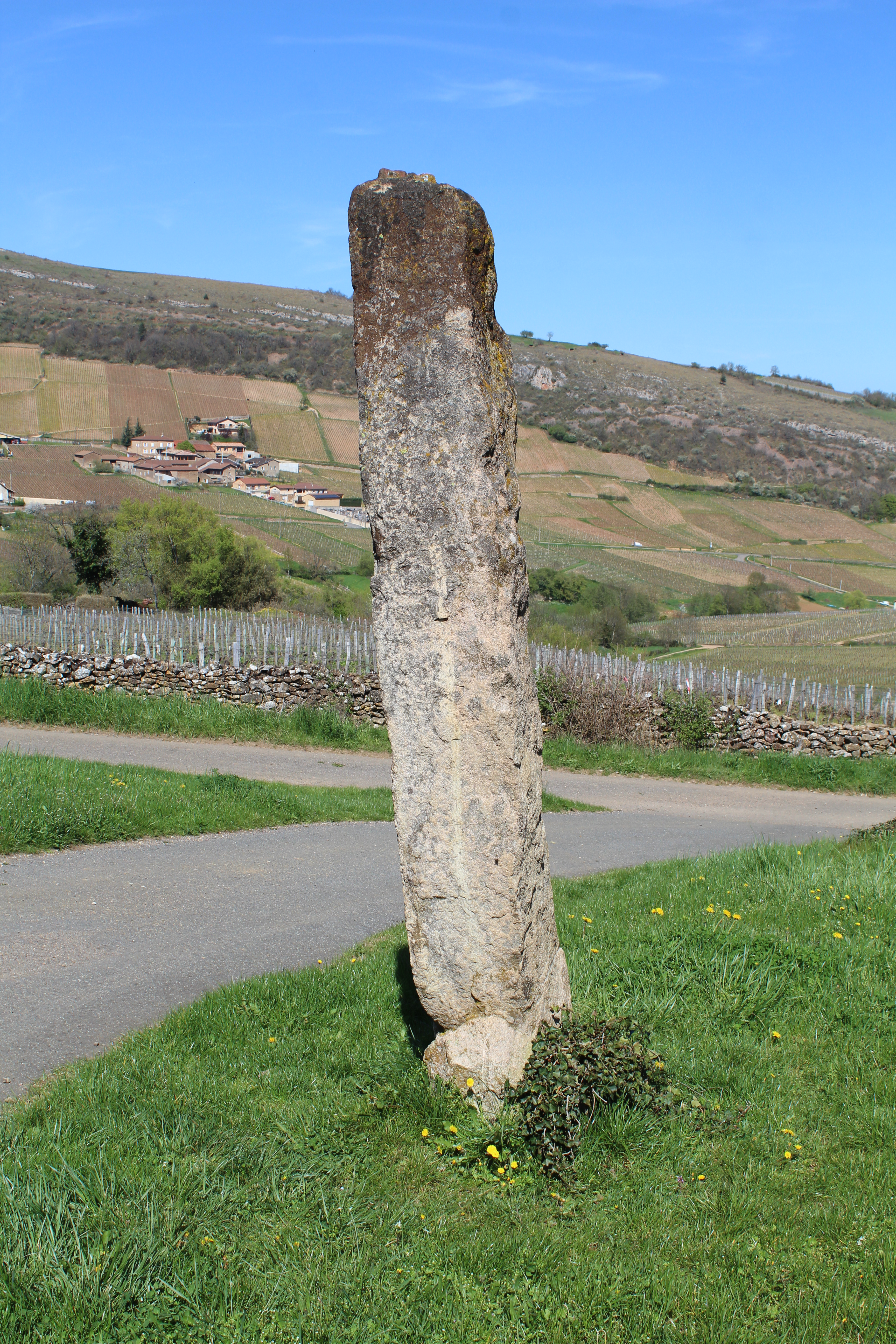

In der Nähe liegt das Gisement préhistorique de Solutré.